# Stary cmentarz w Jedlni
Stary cmentarz w Jedlni – jeden z dwóch cmentarzy katolickich na terenie wsi Jedlnia, w gminie Pionki, w województwie mazowieckim. Na terenie cmentarza zachowało się wiele okazałych XIX-wiecznych pomników. Żeliwne ogrodzone cmentarza uległo dewastacji. Mieszkańców okolicy chowano tu aż do I połowy lat 50. XX wieku.

## Niektórzy pochowani
- Marcin Ekiert (zm. 1868) – były oficer Wojsk Polskich, kawaler Krzyża Złotego Polskiego
- ks. Józef Gacki (1805–1876) – brat Tadeusza, proboszcz Jedlni, historyk ziemi radomskiej, powstaniec styczniowy
- ks. Tadeusz Gacki (zm. 1825) – brat Józefa, rektor pijarów
- ks. Grzegorz Kotowski (zm. 1839)
- Piotr Mróz (1845–1920) – pochodził z Jastrzębi, powstaniec styczniowy (według Adama Jaroszka w oddziale powstańczym mjr. Łady, potem w pułku stopnickim mjr. Kality-Rębajły)
- Daniel Roszkowski (zm. 1834) – sędzia pokoju, dziedzic Piotrowic
- Antoni Siczek (1843–1912) – syn Józef (ur. 1790 w Jedlni), powstaniec styczniowy, tablica ku jego pamięci znajduje się w kościele św. Mikołaja i św. Małgorzaty w Jedlni
- Ignacy Siczek (1834–1889) – syn Józef (ur. 1790 w Jedlni), powstaniec styczniowy, tablica ku jego pamięci znajduje się w kościele św. Mikołaja i św. Małgorzaty w Jedlni
- Ludwik Siczek (1838–1913) – syn Józef (ur. 1790 w Jedlni), powstaniec styczniowy, tablica ku jego pamięci znajduje się w kościele św. Mikołaja i św. Małgorzaty w Jedlni
- Bronisława Warchoł (zm. 1909)
- Leon Warchoł (1840–1920)

## Galeria

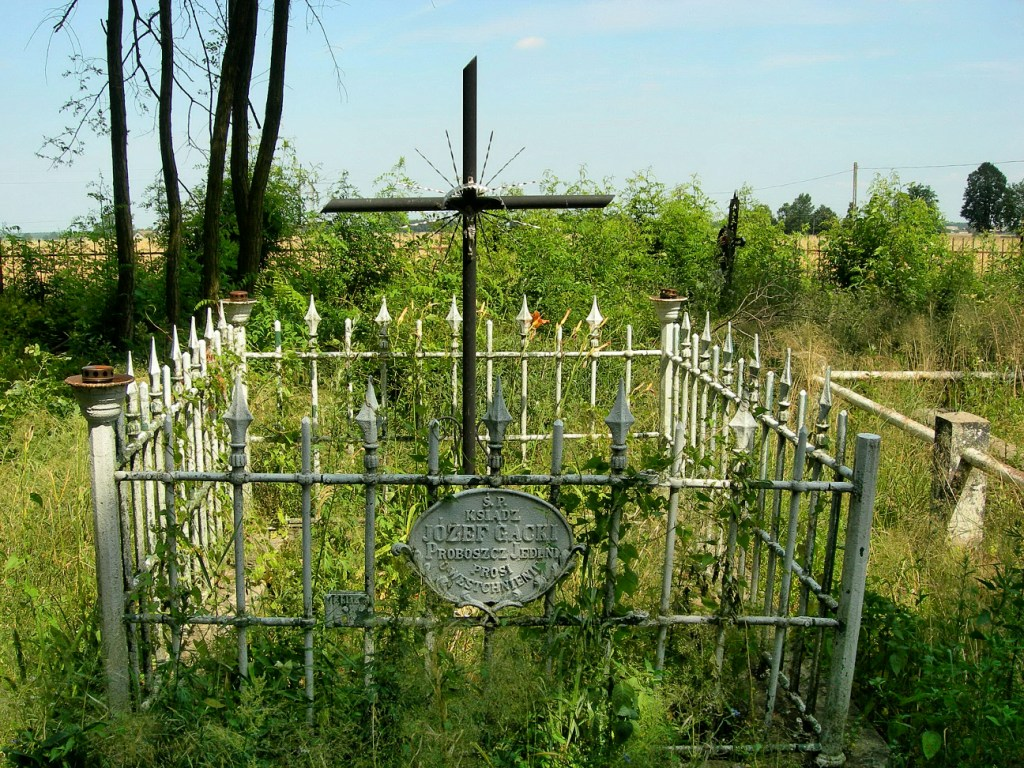
Mogiła ks. Józefa Gackiego
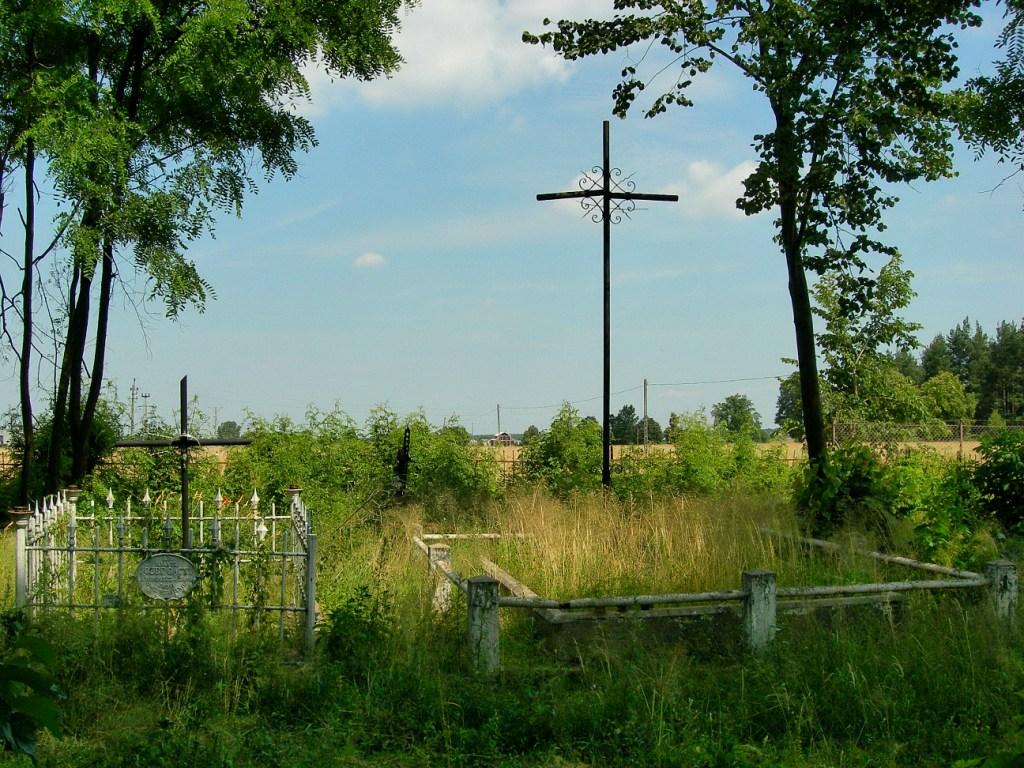
Mogiła ks. Józefa Gackiego obok zbiorowej mogiły powstańców styczniowych
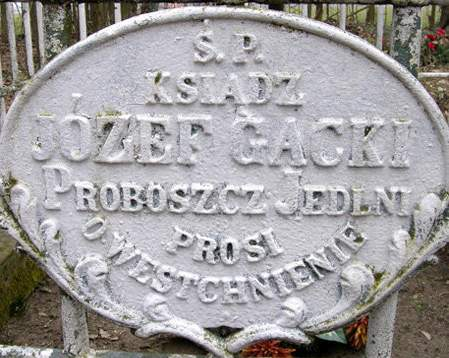
Tablica żeliwna przy nagrobku ks. Józefa Gackiego